# Granatellus venustus
Granatellus venustus là một loài chim trong họ Cardinalidae.

## Hình ảnh

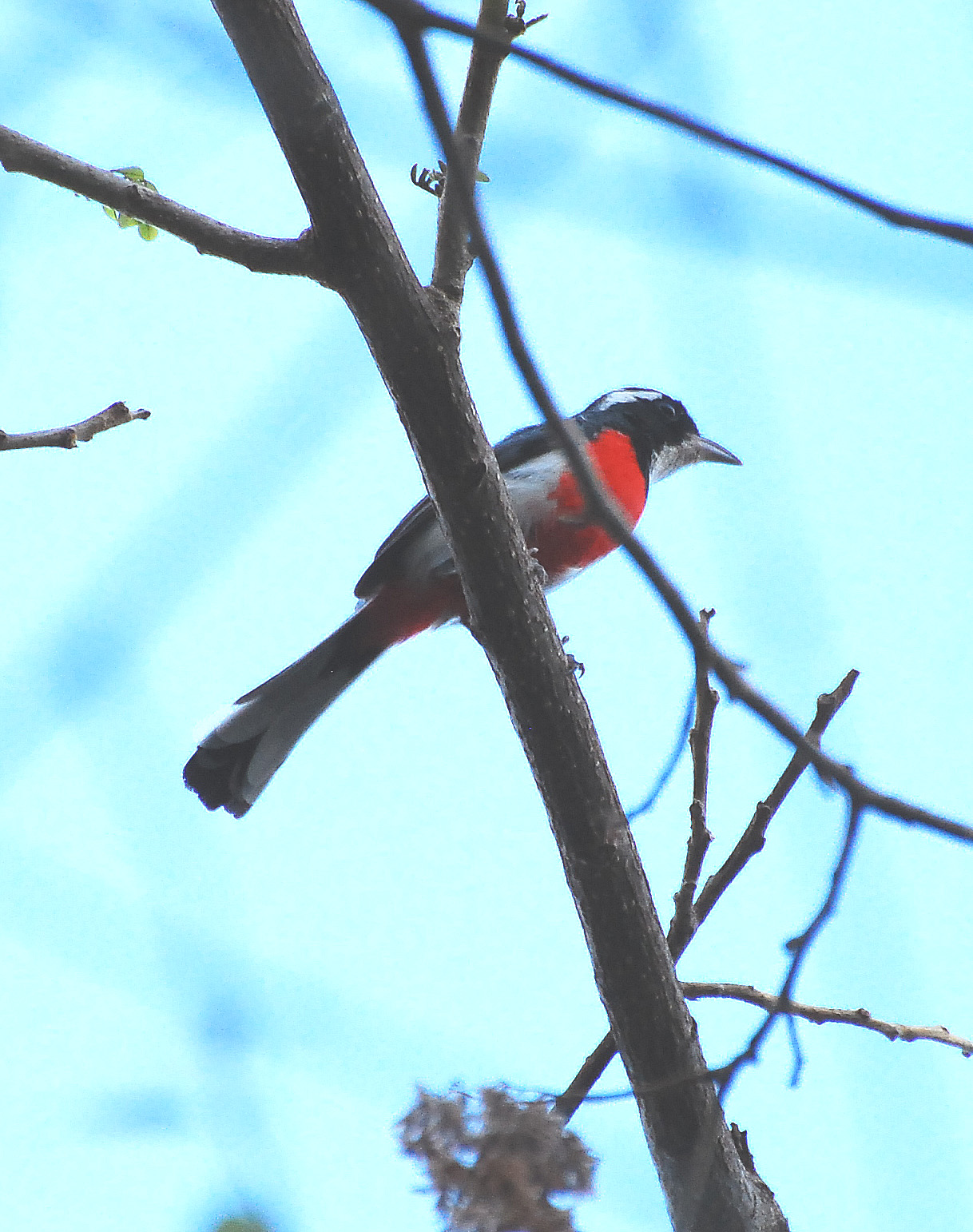
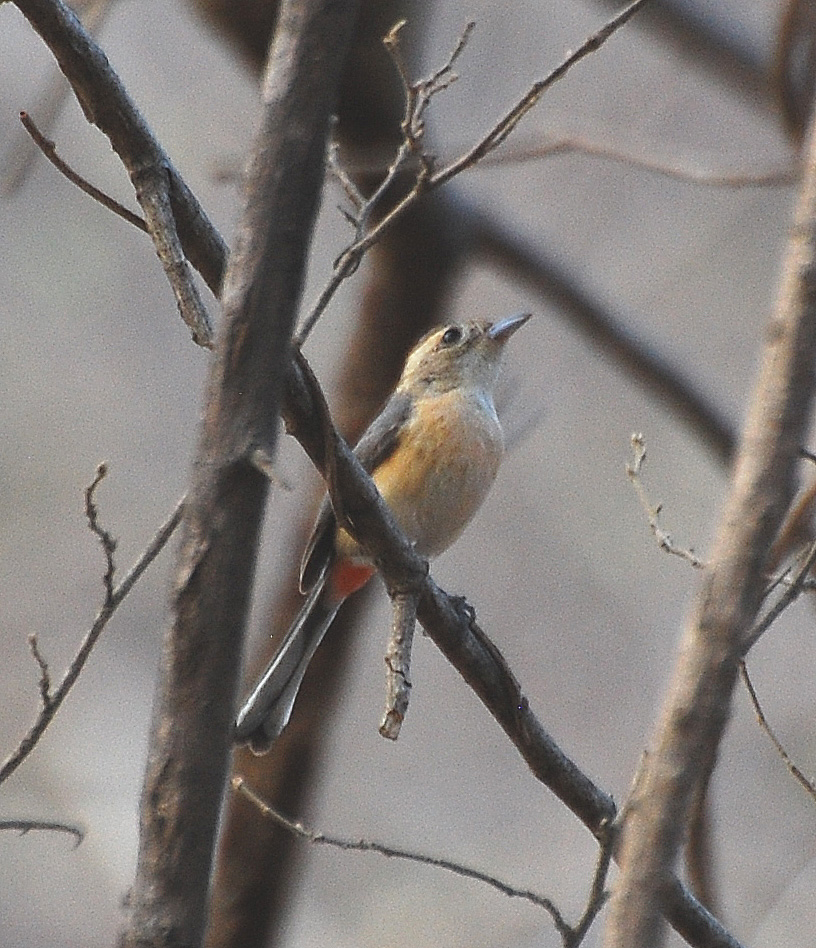